# Подоляни (ТРЦ)
ТРЦ «Подоляни» — торговельно-розважальний центр у Тернополі, відкритий 15 грудня 2007 року.

## Про торговий центр
Подоляни  — один із найбільших багатофункціональних комплексів Заходу України. Розташований на вулиці Текстильній біля об'їзної дороги міста Тернополя — автошляху Р41.
Проєкт реалізував у 2007 році тернопільський підприємець Василь Чубак.
Загальна площа торговельно-розважального центру складає 50 000 м²: супермаркет, торгова галерея, ковзанка, боулінг, кінотеатр, найбільший у Західній Україні пивний клуб, концерт-хол.
Супермаркет «Сільпо» площею 8 000 м². Великі орендарі: Фокстрот, Ельдорадо, Алло, Мойо, Colin's, Reserved, Cropp, Brocard, LC Waikiki, Goldi, ССС, VOVK, Let out outlet, Sinsay.
Торгова галерея — 135 бутиків, більше 20 розважальних закладів, ресторанів і кафе.

## Критика
У 2016 році тут виступала відома своєю негативною репутацією Світлана Лобода, що викликало спротив української громади міста.